# Pfarrkirche St. Lukas (Wien)

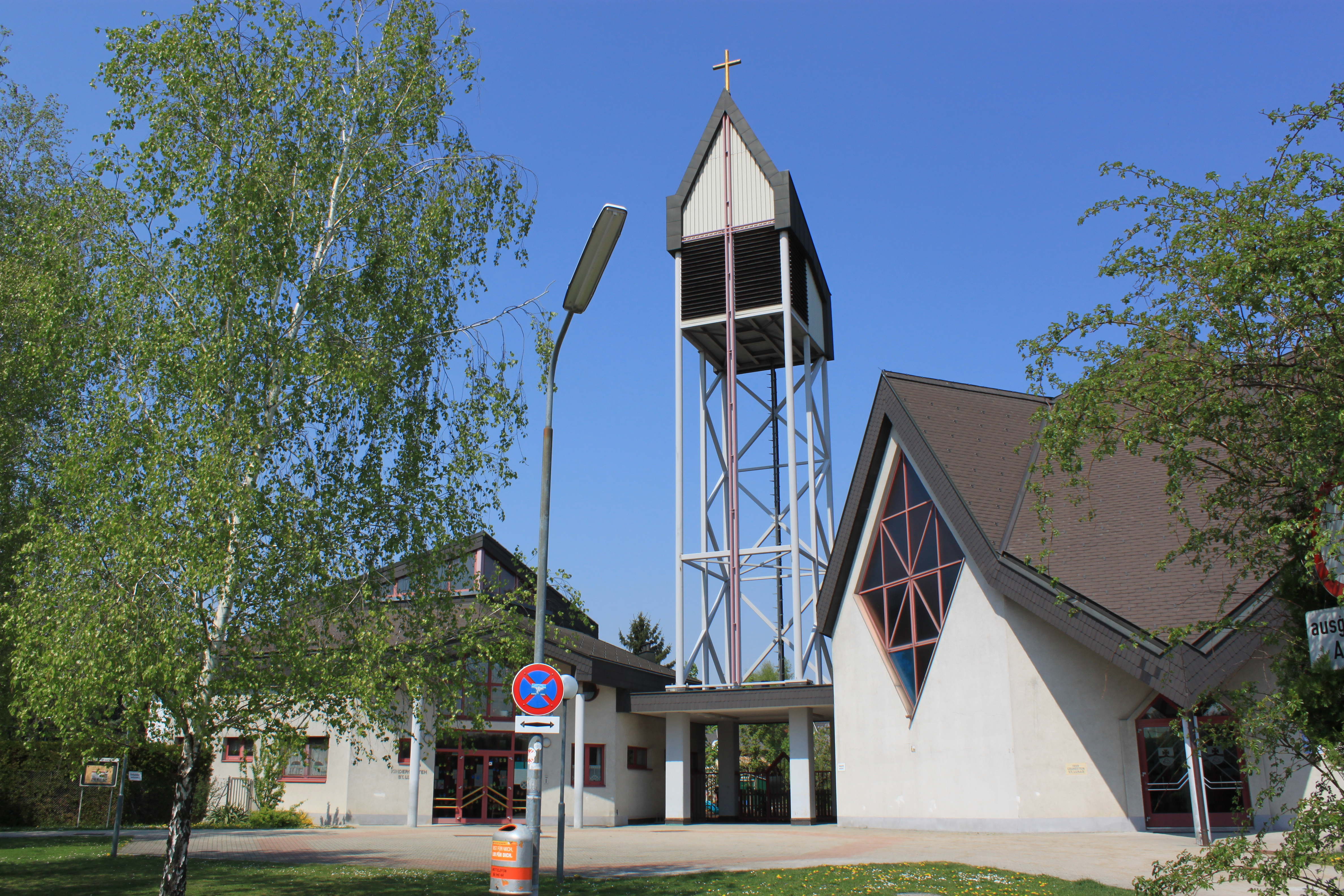
Filialkirche St. Lukas in Wien-Simmering

Die Filialkirche St. Lukas ist eine römisch-katholische Kirche im 11. Wiener Gemeindebezirk Simmering in der Anton-Steinböck-Gasse 6.
Am 1. April 2018 wurde die Pfarre St. Lukas mit den Pfarren Hasenleiten und Neusimmering zur Pfarre Zur Göttlichen Liebe zusammengelegt. Die Pfarrkirche St. Lukas ist seither eine Filialkirche der Pfarre Zur Göttlichen Liebe und die Kirche der Teilgemeinde St. Lukas.

## Geschichte
Im Zuge der Errichtung der großen Gemeindebausiedlung am Wilhelm-Kreß-Platz in den 1960er Jahren fasste die Erzdiözese Wien den Entschluss, am Rande des Wiener Zentralfriedhofs eine eigene Seelsorgestelle bzw. Pfarre zu errichten. Dieses Gebiet war damals noch Teil der Pfarre Altsimmering, von der es bei der Schaffung der neuen Pfarre zur Gänze abgetrennt wurde. Auch der Baugrund wurde der neuen Pfarre von Altsimmering geschenkt.
Im Frühjahr 1988 legte Weihbischof Florian Kuntner den Grundstein der neuen Kirche, am 1. November desselben Jahres wurde die Pfarrexpositur St. Lukas in den Matriken errichtet. Am 2. April 1989 konnte erstmals ein Sonntagsgottesdienst in der Kirche gefeiert werden. Die drei Glocken, den Pfarrkindergarten, den Pfarrsaal und das Pfarrhaus weihte Erzbischof Hans Hermann Groër am 23. Dezember 1989, der auch die Kirche am 4. März 1990 konsekrierte.